# Daniłowo Duże
Daniłowo Duże – wieś w Polsce położona w województwie podlaskim, w powiecie białostockim, w gminie Łapy.

## Części wsi
| SIMC     | Nazwa    | Rodzaj    |
| -------- | -------- | --------- |
| (0033614 | Podlasie | część wsi |

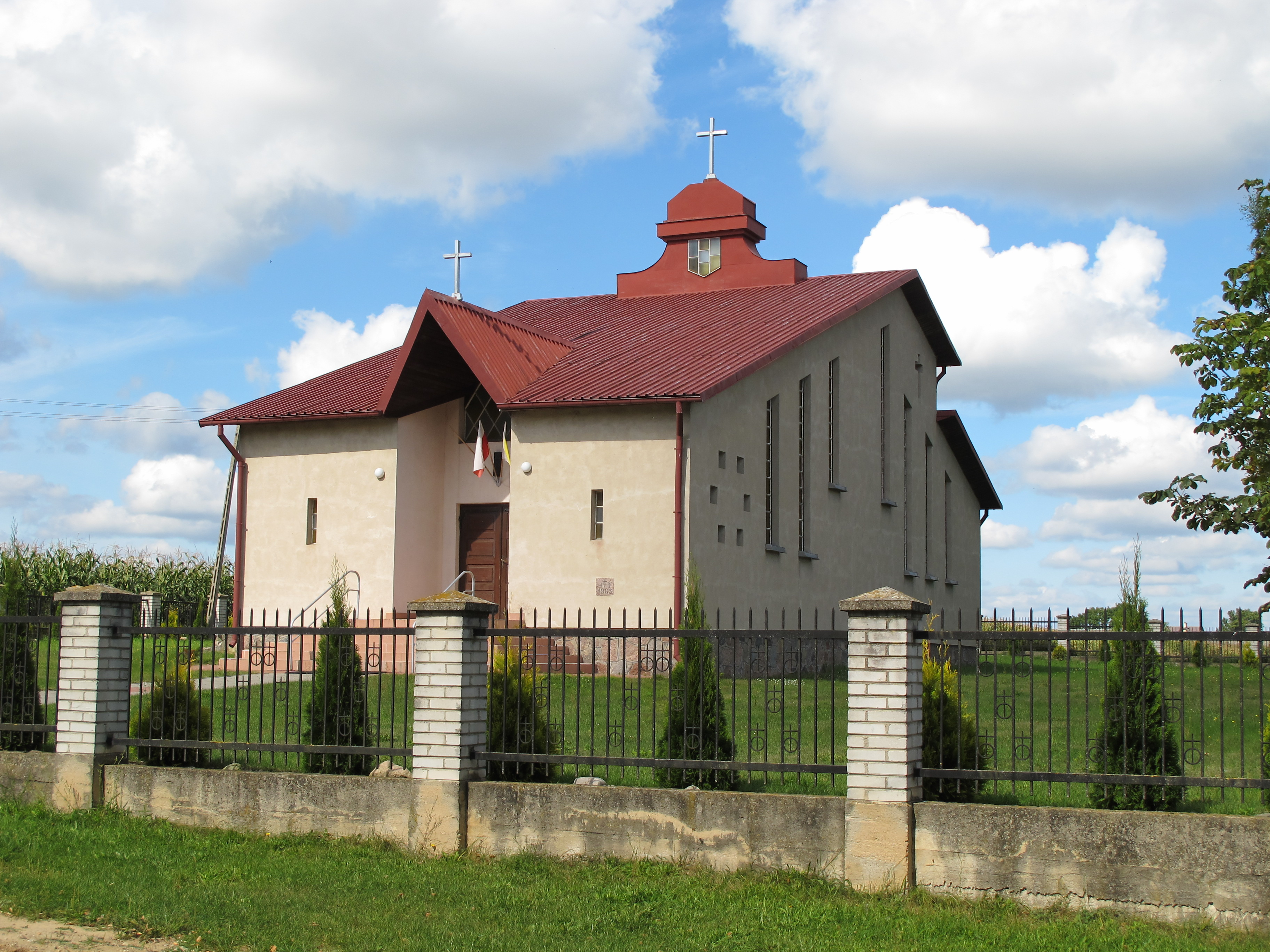
Kościół filialny pw. św. Maksymiliana M. Kolbego

W latach 1975–1998 miejscowość administracyjnie należała do województwa białostockiego.
Wieś leży 6 km na południe od Łap, wzdłuż drogi powiatowej prowadzącej z Łap do Pietkowa. Jest najbardziej wysuniętym na południe obszarem gminy Łapy.
Miejscowość zajmuje powierzchnię 458 ha.
Na terenie wsi funkcjonuje szkoła podstawowa, w której mieści się filia biblioteczna Biblioteki Publicznej Miasta i Gminy Łapy.
Wierni kościoła rzymskokatolickiego należą do parafii Przemienienia Pańskiego w Poświętnem. W Daniłowie znajduje się kościół filialny pw. św. Maksymiliana Kolbego.
W miejscowości działa Ochotnicza Straż Pożarna.